# Ситковецкий, Юлиан Григорьевич
Юлиа́н Григо́рьевич Ситкове́цкий (7 ноября 1925, Киев — 23 февраля 1958, Москва) — советский скрипач.

## Биография

Могила Ситковецкого на Новодевичьем кладбище в Москве

Обучаться игре на скрипке начал с четырёх лет под руководством отца, известного киевского педагога Григория Моисеевича Ситковецкого (1897—1970). Мать — Рива Аврумовна Ситковецкая (урождённая Клур, 1900—?), уроженка Умани. Продолжил обучение в Центральной музыкальной школе Киева. В возрасте восьми лет играл в присутствии Жака Тибо, а ещё через год уже смог исполнить скрипичный Концерт Мендельсона с Киевским симфоническим оркестром. В 1939 году впервые выступил в Москве, и вскоре поступил в Центральную музыкальную школу в класс Абрама Ямпольского, а затем — в Московскую консерваторию, где одним из его преподавателей была Ирина Козолупова.
С началом Великой Отечественной войны коллектив консерватории был эвакуирован в Пермь, где Ситковецкий и получил диплом о её окончании. Затем находился с родителями и братьями Дмитрием (1921) и Виталием (1927), сестрой Ларисой (1939) вo Фрунзе. Вскоре по возвращении в Москву он одержал блестящую победу на Третьем всесоюзном конкурсе музыкантов-исполнителей (среди победителей были также Святослав Рихтер и Мстислав Ростропович). Ещё через два года Ситковецкий вместе с Игорем Безродным и Леонидом Коганом поделил первую премию на Фестивале молодых музыкантов в Праге. В 1950 году он женился на пианистке Белле Давидович, с которой часто выступал дуэтом. Блестящая карьера скрипача продолжилась в 1952 году завоеванием второго места на Конкурсе имени Венявского в Варшаве и такого же результата на Конкурсе имени королевы Елизаветы в Брюсселе три года спустя. С 1948 года Ситковецкий совмещает сольные выступления с выступлениями в составе Квартета имени Чайковского (с участием Антона Шароева, Рудольфа Баршая и Якова Слободкина), который быстро стал очень известным в СССР. Однако тяжёлая болезнь (рак лёгких) вынудила музыканта покинуть концертную сцену. На своём последнем концерте в 1956 году Ситковецкий исполнил новую редакцию Первого скрипичного концерта Дмитрия Шостаковича, заслужив одобрительный отзыв самого композитора. Менее чем через два года Ситковецкий умер в больнице, не дожив до 33 лет.
Сын Ситковецкого, Дмитрий, также стал известным скрипачом.

## Творчество
Карьера Ситковецкого была очень короткой, однако он оставил заметный след в истории отечественной скрипичной школы. Его исполнительский стиль, отмеченный чистотой и музыкальностью исполнения, приближался к манере игры Леонида Когана. Сохранилось достаточно большое количество записей музыканта, на которых запечатлены сочинения разнообразных жанров — от сонат для скрипки соло до концертов Паганини, Сибелиуса, Чайковского, Ляпунова и других авторов. Ситковецкий также дал ряд премьер сочинений советских композиторов.
В 2005 году к 80-летию Юлиана Ситковецкого в Москве прошёл фестиваль его памяти под названием «Скрипач на все времена», в котором приняла участие его вдова, пианистка Белла Давидович.